# جایزه بزرگ آرژانتین ۱۹۵۵
جایزه بزرگ آرژانتین ۱۹۵۵ (انگلیسی: ‎1955 Argentine Grand Prix‎) یک مسابقهٔ موتوری در رشتهٔ اتومبیل‌رانی فرمول یک بود که در تاریخ ۱۶ ژانویهٔ ۱۹۵۵ در پیست اتومبیل‌رانی شهرداری شهر بوئنوس آیرس واقع در بوئنوس آیرس، آرژانتین برگزار شد. این گراند پری در میان ۷ گراند پری در فصل ۱۹۵۵، مسابقهٔ شمارهٔ ۱ بود.
در این مسابقه که در ۹۶ دور و به مسافت ۳۷۵٫۵۵۲ کیلومتر (۲۳۳٫۳۵۷ مایل) برگزار شد، پول پوزیشن توسط خوزه فریلان گونزالز کسب شد و سریع‌ترین زمان برای طی یک دور پیست که برابر با ۱:۴۸٫۳ بود نیز توسط خوان مانوئل فانخیو به ثبت رسید.
خوان مانوئل فانخیو از تیم مرسدس، خوزه فریلان گونزالز از تیم فراری و نینو فارینا از تیم فراری به‌ترتیب مقام‌های اول تا سوم مسابقه را کسب کردند.

## رده‌بندی قهرمانی پس از مسابقه
| رده‌بندی قهرمانی رانندگان \| جایگاه \| راننده \| امتیاز \| \| -------- \| ------------------- \| ------ \| \| ۱ \| خوان مانوئل فانخیو \| ۹ \| \| ۲ \| ماریس ترینتیگنانت \| ۳۱⁄۳ \| \| ۳ \| نینو فارینا \| ۳۱⁄۳ \| \| ۴ \| خوزه فریلان گونزالز \| ۲ \| \| ۵ \| روبرتو میرز \| ۲ \| \| منبع:[۱] \| \| \| |                     |        |
| جایگاه | راننده              | امتیاز |
| ۱ | خوان مانوئل فانخیو  | ۹      |
| ۲ | ماریس ترینتیگنانت   | ۳۱⁄۳   |
| ۳ | نینو فارینا         | ۳۱⁄۳   |
| ۴ | خوزه فریلان گونزالز | ۲      |
| ۵ | روبرتو میرز         | ۲      |
| منبع: |                     |        |

یادداشت
- تنها پنج جایگاه نخست از هر رده‌بندی نمایش داده شده‌است.